# Fossa delle Ryūkyū

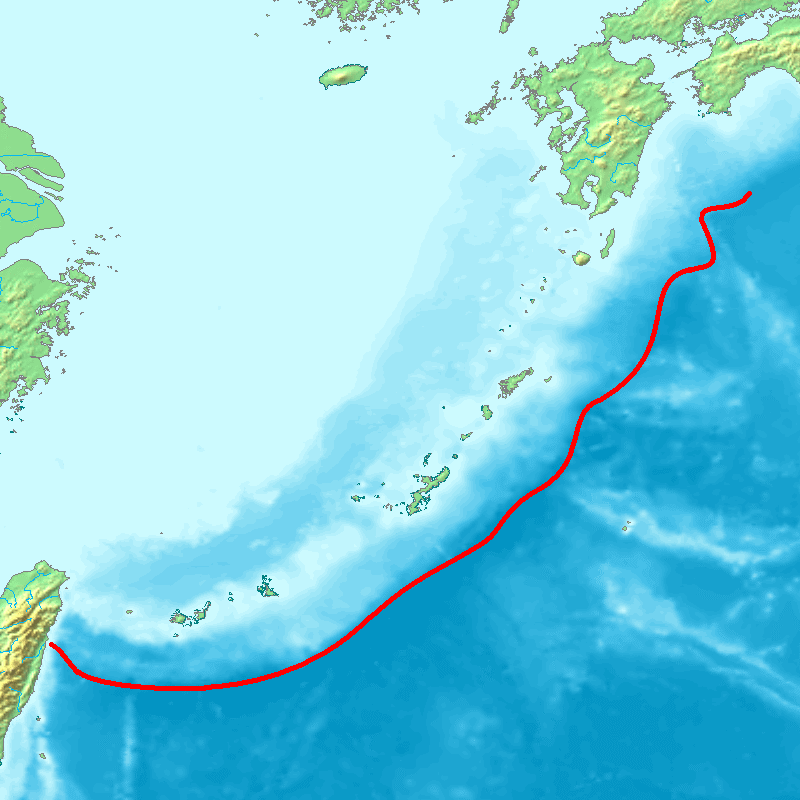
L'andamento della fossa evidenziato in rosso.

La fossa delle Ryūkyū (conosciuta anche come fossa Nansei-Shoto) è una fossa oceanica situata nell'oceano Pacifico settentrionale.
Si allunga per circa 2.250 chilometri descrivendo un lungo arco in direzione nordest-sudovest, parallelamente all'arcipelago giapponese omonimo, segnando il confine geologico fra la placca delle Filippine e la placca euroasiatica; raggiunge una profondità massima di circa 7.500 metri.